# Nguyễn Đình Thuận (Cục An ninh kinh tế)
Nguyễn Đình Thuận là một Trung tướng Công an nhân dân Việt Nam. Ông hiện giữ chức vụ Ủy viên Đảng ủy Công an Trung ương, Cục trưởng Cục An ninh kinh tế, Bộ Công an Việt Nam.

## Tiểu sử
Nguyễn Đình Thuận là Đảng viên  Đảng Cộng sản Việt Nam. Quê tại thôn Gừa, xã Liêm Thuận, huyện Thanh Liêm, tỉnh Hà Nam.
Năm 2013–2014, Nguyễn Đình Thuận là Đại tá, Cục trưởng Cục An ninh kinh tế tổng hợp, Tổng cục An ninh II, Bộ Công an (Việt Nam).
Từ ngày 1 tháng 9 năm 2019, Thiếu tướng Nguyễn Đình Thuận, Phó Cục trưởng Cục An ninh kinh tế (A04) được Bộ trưởng Bộ Công an Tô Lâm bổ nhiệm giữ chức vụ Cục trưởng Cục An ninh kinh tế (A04) thay trung tướng Đường Minh Hưng.

## Khen thưởng
- Huân chương Quân công hạng Nhì, hạng Ba[4]
- Huân chương Lao động hạng Nhì[4]
- Huân chương Chiến công hạng Nhất (năm 2022)
- Huân chương Chiến công hạng Nhì[4]